# Stanisław Wyszyński (kapitan)
Stanisław Wyszyński (ur. 15 maja 1895 w Kurowicach, zm. wiosną 1940 w Charkowie) – kapitan administracji Wojska Polskiego, działacz niepodległościowy, ofiara zbrodni katyńskiej.

## Życiorys
Urodził się 15 maja 1895 w Kurowicach, w ówczesnym powiecie przemyślańskim Królestwa Galicji i Lodomerii, w rodzinie Pawła i Tatiany z Jaworskich. Był członkiem Związku Strzeleckiego.
W czasie I wojny światowej walczył w szeregach 3. kompanii I batalionu 3 Pułku Piechoty. Został ranny na froncie karpackim. W grudniu 1914 leczył się w Szpitalu Obrony Krajowej w Sopron. W latach 1918–1920 walczył w szeregach 2 i 5 Pułku Piechoty Legionów. Był ranny.
Po zakończeniu działań wojennych pozostał w wojsku, awansując na chorążego. 22 czerwca 1926 Prezydent RP mianował go podporucznikiem ze starszeństwem z 1 lipca 1925 i 41. lokatą w korpusie oficerów piechoty, a minister spraw wojskowych wcielił do 21 Pułku Piechoty w Warszawie. 15 lipca 1927 został mianowany porucznikiem ze starszeństwem z 1 lipca 1927 i 38. lokatą w korpusie oficerów piechoty. We wrześniu 1933 został przeniesiony do Korpusu Kadetów Nr 3 w Rawiczu na stanowisko wychowawcy. Na stopień kapitana został mianowany ze starszeństwem z 1 stycznia 1936 i 240. lokatą w korpusie oficerów piechoty. Później został przeniesiony do korpusu oficerów administracji, grupa administracyjna. W marcu 1939 pełnił służbę w Biurze Personalnym Ministerstwa Spraw Wojskowych w Warszawie na stanowisku referenta Wydziału III Rezerw.
W czasie kampanii wrześniowej 1939 – po agresji ZSRR na Polskę – w nieznanych okolicznościach dostał się do niewoli sowieckiej i osadzono go w obozie w Starobielsku. Wiosną 1940 został zamordowany przez funkcjonariuszy NKWD w Charkowie i pogrzebany potajemnie w bezimiennej mogile zbiorowej w Piatichatkach, gdzie od 17 czerwca 2000 mieści się oficjalnie Cmentarz Ofiar Totalitaryzmu w Charkowie. Figuruje na Liście Starobielskiej NKWD, pod poz. 555.
5 października 2007 minister obrony narodowej Aleksander Szczygło mianował go pośmiertnie na stopień porucznika (sic!). Awans został ogłoszony 9 listopada 2007 w Warszawie, w trakcie uroczystości „Katyń Pamiętamy – Uczcijmy Pamięć Bohaterów”.
31 marca 2008 minister obrony narodowej Bogdan Klich zmieniając decyzję swojego poprzednika z dnia 5 października 2007 mianował go pośmiertnie na stopień kapitana (sic!).

## Ordery i odznaczenia
- Krzyż Niepodległości – 6 czerwca 1931 „za pracę w dziele odzyskania niepodległości”[20][2]
- Krzyż Walecznych czterokrotnie[21]
- Srebrny Krzyż Zasługi – 1938 „za zasługi w służbie wojskowej”[22][3]